# Campomanesia hirsuta
Campomanesia hirsuta är en myrtenväxtart som beskrevs av George Gardner. Campomanesia hirsuta ingår i släktet Campomanesia och familjen myrtenväxter. IUCN kategoriserar arten globalt som starkt hotad. Inga underarter finns listade i Catalogue of Life.